# 沃加沃加
沃加沃加（/ˌwɒɡə ˈwɒɡə/；当地通常仅称）是位于澳大利亚新南威尔士的一座城市，紧邻穆林碧治河。它是新南威尔士州最大的内陆城市，也是全澳第五大的内陆城市和瑞福利納地区的主要城市。沃加沃加居民现約46,735人。
沃加沃加同时还是航空企业“区域快线”的營運总部所在地。

## 地理
沃加沃加在悉尼西南方。斯圖特高速公路（Sturt Highway）和奥林匹克公路（Olympic Way）在此交汇。沃加沃加位于悉尼至墨尔本铁路系统的中段。此外城市附近还有一条支线铁路通往坦巴伦巴。

## 歷史
在英國人未抵達澳大利亞前，沃加沃加基本是原住民的天下。1829年來自英國的探險家抵達沃加沃加，並在此定居。至1861年，小鎮人口有627人。當時主要靠水路連接對外，至1878年，有鐵路貫通。
由于地处悉尼和墨尔本两座澳洲最主要的城市正中间，地理位置重要，在澳大利亚联邦成立初始，沃加沃加曾经和悉尼与墨尔本一起参与竞选过澳大利亚首都城市，最终澳洲政府决定新建一座城市作为首都，也就是现在的堪培拉（Canberra）。在二战期间，沃加沃加曾是澳大利亚主要的驻军城市之一，至今皇家澳大利亚空军（Royal Australian Air Force）在沃加沃加仍有一座训练基地。

## 经济
沃加沃加所处的瓦瑞纳地区是全澳大利亚仅次于南澳大利亚州芭萝莎谷（Barossa Valley）的第二大葡萄酒产区。

## 名稱起源
沃加沃加是當地語言Wiradjuri中對澳洲渡鴉的稱呼。

## 友好城市
- 美国 萊文沃思
- 德国 诺德林根
- 中华人民共和国 昆明市